# A te (Jovanotti)
A te è un singolo del cantautore italiano Jovanotti, pubblicato il 7 marzo 2008 come secondo estratto dal dodicesimo album in studio Safari.

## Descrizione
La canzone è stata cantata al Festival di Sanremo 2008 dove Jovanotti è intervenuto come superospite italiano.

### Controversie
Nel luglio 2008 il quotidiano spagnolo El Mundo ha riportato la notizia che il brano di Jovanotti sarebbe ispirato alla canzone del 2006 A la primera persona del cantautore Alejandro Sanz. Jovanotti ha dichiarato che in realtà l'ispirazione di A te, probabilmente la stessa del brano di Sanz e di tanti altri, è un giro armonico piuttosto diffuso nella musica leggera, la cui paternità è comunemente, ma forse erroneamente, attribuita a Johann Sebastian Bach. Si tratta invece più probabilmente del Canone di Pachelbel.

### Altre versioni
Nel novembre 2008 sul sito ufficiale dell'emittente radiofonica Radio Deejay è stato pubblicato un brano, disponibile per il download gratuito intitolato A te che sei. Si tratta di una canzone natalizia che utilizza la stessa melodia della canzone di Jovanotti, ma un testo modificato, ed è interpretato da tutti gli speaker della radio. Nel finale del brano canta anche lo stesso Jovanotti.
Nella puntata dell'8 dicembre 2008 di Zelig, il brano è stato interpretato da Jovanotti insieme alla conduttrice Vanessa Incontrada, accompagnati al pianoforte da Claudio Bisio. Alla loro performance è seguita quella del comico Checco Zalone che ha reinterpretato ironicamente la canzone facendola diventare, con il titolo Se solo lo sapessi sussulterei, una risposta della figlia al cantante.

## Video musicale
Il videoclip è stato diretto da Maki Gherzi e prodotto da Paolo Soravia per la Universal Music Italia. Nel video Lorenzo Cherubini è seduto al pianoforte in uno studio di incisione, mentre esegue il brano, con indosso una giacca dorata. Soltanto nella parte finale del brano, durante l'assolo strumentale, il cantautore si alza dal pianoforte muovendosi per lo studio, completamente vuoto, salvo che per un pappagallo appollaiato sul mixer.

## Successo commerciale
Il singolo è arrivato alla prima posizione dei download più scaricati, restando in testa per otto settimane consecutive, dopo le quali la vetta è passata a Non ti scordar mai di me di Giusy Ferreri, rimasto alla posizione numero uno per dodici settimane. Si tratta del singolo più scaricato durante il 2008 in Italia, con oltre 300.000 scaricamenti legali.
Nel 2020 partecipa al concorso radiofonico I Love My Radio, dove raggiunge il secondo posto su 45 canzoni.

## Formazione
- Jovanotti – voce
- Saturnino – basso
- Riccardo Onori, Michael Landau – chitarra
- Alex Alessandroni Jr. – pianoforte
- Mylious Johnson – batteria
- Lenny Castro – percussioni
- Frank Marocco – fisarmonica
- Celso Valli – archi
- Fulvio Furlanut – violino

## Cover
Nell'aprile 2009 il cantautore olandese Guus Meeuwis realizza una versione in lingua olandese di A te intitolata Dat komt door jou ed inclusa nel suo album NW8. Il brano è diventato un successo nei Paesi Bassi piazzandosi nei primi posti delle classifiche.
L'8 luglio 2009 il gruppo dei Gem Boy pubblica su YouTube un video della parodia di A te intitolata Hannibal dove il cantante veste i panni di Hannibal Lecter.
Una cover del brano è stata registrata anche da Gianni Morandi per l'album Canzoni da non perdere.

## Classifiche
| Classifica (2008) | Posizione massima |
| ----------------- | ----------------- |
| Croazia           | 32                |
| Italia            | 1                 |

### Classifiche di fine anno
| Classifica (2008) | Posizione |
| ----------------- | --------- |
| Italia            | 1         |
| Classifica (2009) | Posizione |
| Italia            | 36        |
| Classifica (2010) | Posizione |
| Italia            | 75        |
| Classifica (2012) | Posizione |
| Italia            | 97        |
| Classifica (2013) | Posizione |
| Italia            | 100       |